# 若瑟芬·柏姬妲
若瑟芬·柏姬妲（義大利語：Santa Giuseppina Bakhita，1869年—1947年2月8日），出生于鄂圖曼帝國埃及省達爾富爾奧高沙（今蘇丹德化奧高沙）。是基諾撒會修女2000年10 月 1 日由教宗聖若望保祿二世封聖。原先為黑奴，被人口販賣。聖名為 若瑟芬·麗達·幸運兒（Giuseppina,Margerita e Fortunata）

## 小記
若瑟芬為黑奴時，曾親眼看到奴隸被主人打死，而她後來輾轉由新主人赤奇尼買下，送至嘉諾撒仁愛女修會慕道班。前主人曾帶人來要人，驚動總主教道明·思定(Domenico Agostino 1882年為樞機)出面辯論。後入斯基奧的基諾撒會為修女。終其一生都在為奴隸爭取權利。在2004年聯合國宣布廢除奴隸制度。